# Новое Ханино
Новое Ханино — поселок станции в Суворовском районе Тульской области в составе Юго-Восточного сельского поселения.

## География
Находится в западной части Тульской области на расстоянии приблизительно 14 км на восток-северо-восток по прямой от города Суворов, административного центра района.

## История
Местная железнодорожная станция была открыта в 1941 году.

## Население
Постоянное население составляло 18 человек (русские 89 %) в 2002 году, 4 в 2010.